# 周志成
周志成（1963年6月22日—），北京市人，中国通信卫星领域技术专家，中国航天科技集团公司第五研究院研究员，博士生导师。东方红四号卫星平台总设计师兼总指挥、东方红三号B型平台总指挥、东方红五号卫星平台总设计师兼总指挥。

## 生平
1984年毕业于成都科技大学（现四川大学）工程力学系，1987年获清华大学硕士学位，2008年获中国航天科技集团公司五院博士学位。2017年当选为中国工程院院士。